# Maestro della Cappella Rinuccini
Pour les articles homonymes, voir Rinuccini.
Le Maestro della Cappella Rinuccini (Maître de la chapelle Rinuccini ) v. 1370, est un peintre italien anonyme du XIVe siècle, qui fut actif à Florence. 

## Biographie
Maestro della Cappella Rinuccini  est le nom de convention donné à un peintre actif au XIVe siècle à qui l'on attribue les fresques du registre inférieur de la chapelle Rinuccini de la Basilique Santa Croce de Florence.
Ce maître ne serait autre que le peintre florentin Matteo di Pacino immatriculé à l'Arte dei Medici e Speziali depuis 1359.